# 4190 Kvasnica
4190 Kvasnica eller 1980 JH är en asteroid i huvudbältet som upptäcktes den 11 maj 1980 av den slovakiske astronomen L. Brožek vid Kleť-observatoriet. Den har fått sitt namn efter Jozef Kvasnica.
Asteroiden har en diameter på ungefär 7 kilometer och den tillhör asteroidgruppen Eunomia.